# Gamay (Northern Samar)
Gamay è una municipalità di quarta classe delle Filippine, situata nella Provincia di Northern Samar, nella regione di Visayas Orientale.
Gamay è formata da 26 baranggay:
- Anito
- Bangon
- Bato
- Baybay District (Pob.)
- Bonifacio
- Burabod (Pob.)
- Cabarasan
- Cadac-an (Calingnan)
- Cade-an
- Cagamutan del Norte
- Cagamutan del Sur
- Dao
- G. M. Osias

- Gamay Central (Pob.)
- Gamay Occidental I (Pob.)
- Gamay Oriental I (Pob.)
- Guibuangan
- Henogawe
- Libertad (Pob.)
- Lonoy
- Luneta
- Malidong
- Occidental II (Pob.)
- Oriental II (Pob.)
- Rizal
- San Antonio